# Струговщиков, Степан Борисович
Степан Борисович Струговщиков (1738—1804) — первый директор народных училищ Петербургской губернии, действительный статский советник; дед поэта и переводчика А. Н. Струговщикова.

## Биография
Родился в Москве 21 марта (1 апреля) 1738 года — сын купца первой гильдии Бориса Петровича Струговщикова (1716—1777), получившего в 1763 году «за беспорочную службу» чин титулярного советника, и его супруги Феклы Антиповны (1717—1790), дочери тульского купца Пастухова (родная сестра Феклы, Матрёна Антиповна Пастухова, была замужем за известным меценатом П. А. Демидовым). Сначала московский первой гильдии купец, затем санкт-петербургский. Владел в Москве домом на Стретенке в Кисельном переулке. 
С 1782 года — Санкт-Петербургского магистрата заседатель и действительный статский советник. В царствование Екатерины II был учредителем приказов общественного призрения и директором народных училищ Петербургской губернии (1787—1796), способствовал введению удобного и простого элементарного образования по системе Янковича де Мириево. Основал в Петербурге Петропавловское училище "с специальною целию - иноземного языкознания". Четыре сына Струговщикова, окончившие училище, в совершенстве владели иностранными языками.
Скончался от чахотки 3 (15) июля 1804 года (в Петербургском некрополе указана дата смерти — 1 июля 1804 года), похоронен на Лазаревском кладбище Александро-Невской лавры.

## Семья
Первая жена (с 1759) — Татьяна Ивановна (1743— ?), дочь московского купца из Семеновской слободы, Ивана Ивановича Медовщикова, директора питейных сборов.
Вторая жена — Анна Ивановна (21.03.1754 — 31.10.1825), похоронена на Смоленском лютеранском кладбище.
Дети:
- Маргарита (1777—1825), замужем (с 14 февраля 1802 года)[3] за Семёном Григорьевичем Лихониным.
- Александр (1778—18..?), писатель и переводчик.
- Николай (02.03.1786[4] — ?), крещён в Исаакиевском соборе, переводчик.
- Дмитрий, переводчик.
- Иван
- Фёкла (24.07.1787 — ?), крещена в Исаакиевсоком соборе, крестница своей сестры Маргариты[5].
- Анастасия (1790 — 30.04.1806), умерла от горячки.
- Фёдор (04.04.1791— ?), крещён в Исаакиевсоком соборе, крестник свой сестры Маргариты.
- Борис (05.04.1789— ?), незаконнорождённый, крещён в Исаакиевсоком соборе, крестник свой сестры Маргариты, подполковник (1827).